# Angakauitai
Angakauitai – niewielka wyspa z grupy Wysp Gambiera na Oceanie Spokojnym, w Polinezji Francuskiej. Angakauitai położona jest około 300 m na południe od drugiej co do wielkości wyspy archipelagu Taravai. Według danych z 2017 roku wyspę zamieszkiwała 1 osoba.